# Ляхчицы
Ля́хчицы (бел. Ляхчыцы, полес. Ляхчычы) — деревня в Кобринском районе Брестской области Белоруссии. Входит в состав Хидринского сельсовета.
По данным на 1 января 2016 года население составило 142 человека в 63 домохозяйствах.
В деревне расположен магазин. В 2011 году закрыты сельская библиотека, Дом социальных услуг и баня. С 2015 года работает агроусадьба "Княжая Гора".

## География
Деревня расположена в 14 км к юго-востоку от города и станции Кобрин, в 59 км к востоку от Бреста, у автодороги Р127 Кобрин-Дивин.

## История
По мнению краеведа Юрия Борисюка, название деревни образовано от диалектного слова «ляха» — незасеянное поле («ляшить» — значит засевать). По народному преданию, название происходит от имени первопоселенца Ляха, то есть поляка.
Около деревни найдены кремнёвые наконечники стрелы и копья. Впервые деревня упоминается в 1515 году при разграничении земель имения Новосёлки и королевских деревень Хабовичи, Ляхчицы и Руховичи, граница проходила по Княжей Горе. Ляхчицы упоминаются в ревизии Кобринской экономии, составленной королевским ревизором Дмитрием Сапегой в 1563 году.
- 1563 — Ляхчицы — село, 7 волок земли, в составе Селецкого войтовства Кобринской экономии ВКЛ. В том же году впервые упоминается урочище Княжая гора, на котором, по народному преданию, похоронена княгиня Ольга.
- 1795 После 3-го раздела Речи Посполитой в составе Российской империи, в Кобринском повете, Слонимской губернии.
- 1801 — в Гродненской губернии .
- 1890 — деревня Болотской волости, 913 дес. земли, в 1897 г. было 38 дворов, 268 жителей, имелся хлебозапасный магазин.
- 1905 — деревня (367 жителей) и одноимённое поместье (13 жителей).
- 1911 — деревня насчитывала 318 жителей.
- 1921 — в составе II Речи Посполитой, в Блоцкой (Болотской) гмине Кобринского повета Полесского воеводства, 40 домов 214 жителей.
- 1924 — в составе Новоселковской гмине.
- 1939 — в БССР, с 15 января 1940  в Дивинском районе Брестской области, с 12 октября 1940 года до 30 октября 1959 года в Верхолесском сельсовете, с 8 августа 1959 года в Хидринском сельсовете Кобринского района, в составе которого пребывает и поныне.
- 1940 — деревня насчитывает 73 двора, 285 жителей, работала начальная школа. В Великую Отечественную войну Ляхчицы оккупированы немцами с июня 1941 по июль 1944 годов.
- 1942 — в ходе облавы на скрывавшихся в землянке возле деревни красноармейцев, один из них убит, один взят в плен. После этого на хуторах возле деревни были расстреляны две семьи Рогачуков за помощь красноармейцам.
- 1949 — 32 хозяйства объединились в колхоз имени Мичурина. Потом вместе с деревнями Корчицы, Ходыничи, Верхолесье и Ольховка составляли колхоз «Победа». По переписи 1959 года, в Ляхчицах было 211 жителей.

В 1970 году — 253 жителя. В 1999 году насчитывалось 72 хозяйства, 204 жителей.
В 2004 году колхоз «Знамя Победы» был преобразован в СПК «Радонежский» с центром в деревне Корчицы. В 2005 году в Ляхчицах насчитывалось 64 хозяйства, 173 жителя. Около деревни находятся две могилы жертв фашизма.

## Геральдика
Герб и флаг учреждены Указом Президента Республики Беларусь от 2 декабря 2008 года № 659 и зарегистрированы в Государственном геральдическом регистре Республики Беларусь 23 января 2009 года № Б-141 и № Б-142. Одобрены решением Хидринского сельского Совета депутатов от 28 декабря 2007 года № 19.
Герб деревни представляет собой щит, в серебряном поле которого изображена стоящая на оконечности зелёного цвета женская фигура в червлёно-лазоревых одеждах, золотой короне, держащая в правой руке золотой меч остриём вниз.

## Княжая гора
Южнее деревни возле канализированной речки Тростяница расположено урочище Княжая гора. Согласно местному преданию, переданному ниже, в урочище находится могила некой княгини Ольги.
Давно это было. Княгиня Ольга здесь проходила. Была она наша, русская … Некогда убили мужа её, Владимира, и пошла Ольга воевать с врагами … Ольга хитростью победила врагов, перековав у лошадей подковы на копытах наоборот. Но за Дывином был пост, и оттуда солдаты её догоняли. В то время наша гора над болотами стояла, леса на ней не было. Там княгиня и остановилась. В то время вражеские войска наступали с юга, от Новоселок. На горе и нашла смерть Ольгу … Там её и похоронили. Могила была почти под вершиной. С тех пор гора и называется Княжая гора либо Княжна. Издавна на могиле стоял простой деревянный крест, но, наверное, при большевиках его сняли …
Предание связано с конкретными историческими фактами. В 1287 году галицко-волынские князья пошли в поход на Польшу. Князь Владимир Василькович, тяжело больной, послал вместо себя воеводу, а сам остался в Каменце. Очень страдая от своей раны (у него гнила нижняя челюсть), он сообщил Мстиславу Даниловичу Луцкому, что назначает его наследником. После похода Мстислав был вызван для подписания документов. Отдельно была написана грамота, в которой жене Владимира Ольге Романовне был завещан город Кобрин и село Городель (Городец). Кроме того, в грамоте князь записал: «… а княгиня моя оже восхочет в черничь поити поидеть, Аже не восхочет ити, а како ей любо мне не воставши смотрети, что, кто маеть чинить по моем животе». К тому же князь вынудил преемника целовать крест, что он не отдаст приемную дочь Изяславу против её воли замуж, а только так, как захочет Ольга.
10 декабря 1288 года Владимир Василькович умер. Ольга Романовна на похоронах мужа была с Изяславой и с сестрой своего мужа монахиней Еленой. Последний раз в Ипатьевской летописи Ольга упоминается в марте 1289 года.
О Княжей горе существуют письменные сведения в исторических источниках. В ревизии Кобринской экономии 1563 года записано: «Княжая Гора, урочище села Рухович». Позже Гора присутствует на русских картах XIX века и на польских начала XX века. В конце XIX века археолог Ф. В. Покровский со слов священника записал: «с.Хабовичи … Блоцкой вол., Кобринского уезда. В 5 верстах к юго-западу от села есть небольшой холм, называемый в народе Княжая гора. Называется так потому, что здесь будто бы во время боя убита какая-то княжна».

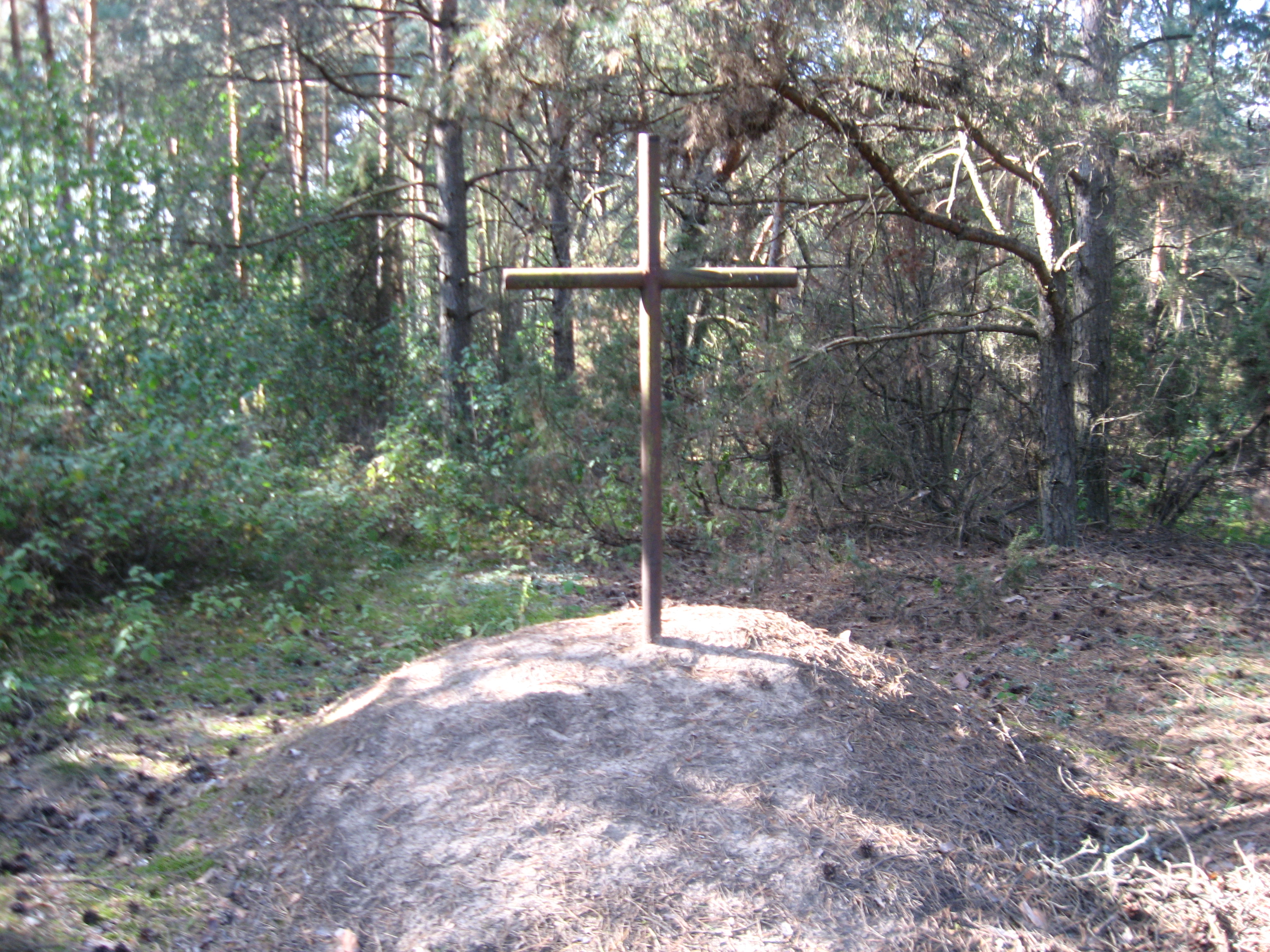
Крест на Княжей Горе

Княжая Гора оказала большое влияние на развитие села Ляхчицы и соседней округи. В Покровской церкви деревни Хабовичи, в приход которой входят Ляхчицы, хранилась летопись о событиях, связанных с урочищем, а 24 июля «на Ольгу» отмечается престольный храмовый праздник. В Ляхчицах очень распространено женское имя Ольга.
Указом Президента Республики Беларусь от 2 декабря 2008 года № 659 учреждены официальные геральдические символы деревни Ляхчицы — герб и флаг, на которых изображена княгиня Ольга.
Решением Белорусской республиканской научно-методической рады по вопросам историко-культурного наследия при Министерстве культуры Республики Беларусь от 22 февраля 2012 года принято решение внести предложение в Совет Министров Республики Беларусь о придании статуса историко-культурной ценности топонимическому объекту — названию урочища Княжая Гора, которое находится возле дер. Ляхчицы Кобринского района. Это первый топоним, который взят под охрану государства.

## Население
В 2011 году — 72 двора, в деревне проживает 155 человек. Самые распространенные фамилии Назарук и Борисюк. В разное время население составляло: